# ニュー・ライン・シネマ
ニュー・ライン・シネマ（New Line Cinema）は、アメリカの映画・番組製作スタジオであり、ワーナー・ブラザースのレーベルである。1967年のロバート・シェイによって独立映画配給会社として設立され、後に映画スタジオとなった。1994年にターナー・ブロードキャスティング・システムに買収される。ターナーは1996年にタイム・ワーナー（2018年から2022年はワーナーメディア、そして2022年からはワーナー・ブラザース・ディスカバリー）と合併し、ニュー・ラインは2008年にワーナー・ブラザース・ピクチャーズと合併した。
日本におけるニュー・ライン・シネマ作品においては、『ザ・ライト -エクソシストの真実-』（2011年）から『死霊館のシスター 呪いの秘密』（2023年）まで、ワーナー・ブラザース・ピクチャーズのロゴは、このロゴの前に表示され、「シールドが壊れる」シーケンスを使用していたが、『ザ・ウォッチャーズ』（2024年）以降、ワーナー・ブラザース・ピクチャーズのロゴは、このロゴの前に表示されず、「シールドが壊れる」シーケンスを省略し、映画の最後のみ表示されるようになった。

## 歴史
ニュー・ライン・シネマは、当時27歳のロバート・シェイによって1967年に映画配給会社としてアメリカ合衆国にて大学キャンパスへの外国映画やアート映画の配給のための映画配給会社として設立された。シェイはニューヨーク市の14ストリートの彼の賃貸住宅の中と、セカンド・アヴェニューにニュー・ラインのオフィスを開いた。会社の初期の成功のひとつは、1936年の反大麻プロパガンダ映画『リーファー・マッドネス 麻薬中毒者の狂気』であり、1970年代初期のアメリカの大学キャンパスにてカルト的ヒットとなった。ニュー・ラインはまた、『今のままでいて』、『インモラル物語』、そして『ハンカチのご用意を』（この作品はオスカーを受賞した最初のニュー・ライン映画となった）のような多くの第一流の外国語映画を公開した。スタジオはまた、ジョン・ウォーターズの映画の多くを公開している。
1974年には千葉真一主演の日本映画『激突! 殺人拳』を「ブルース・リー以上だ。素晴らしい」と評して興行権を買い取り、同作を『The Street Fighter』というタイトルで同年11月12日からセントルイス・アトランタ・ニューオーリンズ・ワシントンD.Cなど、主にアメリカ合衆国中南部の都市18館で封切公開した。ロバート・シェイはこの時、千葉を「Sonny Chiba（サニー千葉）」とネーミングしている。封切りされるや同時期に上映されていたパニック映画『エアポート'75』、『オデッサ・ファイル』、ミュージカル映画『星の王子さま』などの大作を押さえ、3週間でベスト5に躍り出て、千葉の代表作の一つとなった。そして『The Street Fighter』は、アメリカ合衆国で最も権威のある総合情報週刊誌『Variety』が、日本映画を初めて掲載した作品にもなった。この成功により1975年1月下旬からは、ブロードウェイのRKO劇場やマンハッタンでも上映された。過去の日本映画で比較的入ったといわれる『砂の女』や、ニューヨーク・タイムズなどの批評欄をにぎわした黒澤明作品でさえ、アートシアター系で上映された程度であった。
1976年、ニュー・ラインは最初の長編映画『スタントマン殺人事件』（1977年）、マーク・L・レスター監督の資金を確保した。批評的に成功しなかったのにもかかわらず、映画は国際市場とテレビにて良い商業的成功を収めた。
1980年、シェイの法科大学院の同級生のマイケル・リンが会社の外部弁護士と顧問になり、会社の負債の再交渉をした。
1983年、『悪魔のいけにえ』の元の配給を行ったブライアンストン配給会社は、この映画の権利を失い、権利は元の所有者に戻った。ニュー・ラインはこの権利を購入し、同年に映画館にて再公開し、スタジオにとって大成功となった。
ニュー・ラインは、1980年代初期も映画製作を拡大し、ジョン・ウォーターズ監督の『ポリエステル』、『ジャンク・イン・ザ・ダーク』を含む製作または共同製作を行った。『ポリエステル』は、 観客に映画の特定の時間に引っかいたり嗅いだりできる「スクラッチ&スニフ」カードのセットが配られ、見た映像に感覚的なつながりを追加した「オドラマ」と名付けられた目新しい映画体験を紹介した最初の映画の一つである。1983年、シェイは役員会に参加した。1984年、ドーン・アルティンとジェフ・ヤングスはニュー・ラインに加入し、新しい計画の配給のためそれぞれニュー・ライン・デストリビューションの東部西部部門の販売管理者とスタジオの全国的な印刷管理者となった。

### エルム街の悪夢
『エルム街の悪夢』は、1984年にニュー・ラインによって製作と公開された。結果として生じたフランチャイズは、ニュー・ラインの最初の商業的に成功したシリーズとなり、会社は「フレディの建てた家」と呼ばれた。映画は180万ドルの製作費で作られ、5700万ドル以上の収入を上げた。1年後、『エルム街の悪夢2 フレディの復讐』は公開され、最初の3日間で330万ドルの収入を上げ、アメリカの興行収入は3000万ドルを超えた1986年、会社は公開会社となり、1,613,000株の普通株を保有した。その年、ニュー・ラインはスタジオの制限ごとに年間12本の映画を公開する計画をして、配給ネットワークを改修し、スタジオに向けて作られた3から5作の購入だけでなく、5から7作の社内製作を目指した。
1986年7月30日、スタジオはエンバシー・コミュニケーションズと提携を結び、一方、エンバシーは5タイトルのニューラインのカタログをオフネットシンジケーションに配給することになった。1987年6月10日、ニュー・ライン・シネマはユニバーサル有料テレビジョンと提携を結び、有料テレビジョン用に11作を受け取る契約となり、この協定は、1000万ドル超過の重要な最低度数を提供し、HBO/シネマックスとShowtime/ザ・ムービー・チャンネルなど、ユニバーサルに提供された会社にライセンス契約を並べるもの。1980年代後半には、新しい国際部門ニュー・ライン・インターナショナルを設立し、1987年にMIFEDのスクリーンでデビューするアンドリュー・ミルナーによって率いられた。
シリーズの3作目、『エルム街の悪夢3 惨劇の館』は、1987年にスタジオの最初の全米公開された。オープニングは1位、週末の興行収入は当時の自主映画としては記録的な890万ドル、その後、全米興行収入は約4500万ドルとなった。さらに6作が製作された。最初の6作の世界中の興行収入は5億ドル、その次の3作は2億5千万ドルで、合計7億5千万ドルとなった。

### ミュータント・タートルズ
1990年、リンは社長と最高執行責任者となり、シェイは会長と最高経営責任者となった。同じ年、ニュー・ラインは米国とカナダで『ブレア・ウィッチ・プロジェクト』（1999年）に抜かれるまで史上最高の1億3500万ドルの興行収入を上げる『ミュータント・タートルズ』を公開した。その後、米国とカナダで2番目に高い7,800万ドルの興行収入を記録した続編の『ミュータント・ニンジャ・タートルズ2』（1991年）が続き、3作目の『ミュータント・ニンジャ・タートルズ3』は1993年に公開された。

### 発展
1990年12月、ニュー・ラインはテレビジョン制作会社RHIエンターテインメント（現：ソナー・エンターテインメント）の52%の株式を購入。1994年にホールマーク・カーヅに売却した。
1991年初頭、完全子会社ファイン・ライン・フィーチャーズは、ジェーン・カンピオンの『エンジェル・アット・マイ・テーブル』とガス・ヴァン・サントの『マイ・プライベート・アイダホ』などの映画を公開した。1997年、『シャイン』がスタジオ最初のアカデミー賞作品賞にノミネートされ、ジェフリー・ラッシュがアカデミー賞主演男優賞を受賞し、スタジオにとって2作目のアカデミー賞受賞となった。
1991年5月。ニュー・ラインはスルタン・エンターテインメント・ホールディングス（別名ネルソン・エンターテインメント・グループ）によって所有されていた600作の家庭用ビデオと海外での権利を購入した。この契約には、ターナーの子会社であるキャッスル・ロック・エンターテインメントとの11作の配給契約も含まれていた。1991年11月27日、ニュー・ラインはスルタンを完全に買収した。
1992年、マイケル・デ・ルカが副社長と製作部門の最高経営責任者になった。

### ターナーとタイム・ワーナーによる買収
1994年1月28日、ニュー・ラインはターナー・ブロードキャスティング・システムによって5億ドルで買収され、1996年にターム・ワーナーに合併された。兄弟スタジオのターナー所有のハンナ・バーベラ・プロダクションとキャッスル・ロック・エンターテインメントが最終的にワーナー・ブラザースの部門となった間も、ニュー・ライン・シネマは自身を独立体として維持した。
ワーナー・ブラザースから独立した組織としてあった間、ニュー・ライン・シネマは劇場配給、マーケティング、ホームビデオなどを含むいくつかの部門を運営を続けた。
『D.N.A./ドクター・モローの島』、『ロング・キス・グッドナイト』の損失の後、会社の業績は1996年に傾いた。

### ロード・オブ・ザ・リング
ニュー・ラインは現在までに最も成功した映画となった『ロード・オブ・ザ・リング』映画三部作を製作し、興行収入は世界で29億ドルを超えている。映画はアカデミー賞でそれぞれの作品の作品賞ノミネートを含む30ノミネートされ、17受賞し、最終作の『ロード・オブ・ザ・リング/王の帰還』（2003年）は、作品賞を含む過去最高（タイ）の11部門を受賞し、公開当時、史上2番目に高い興行収入を記録した。
『ロード・オブ・ザ・リング』映画の成功にもかかわらず、『フォルテ』（2001年）は1億ドルの損失を出し、デ・ルカは製作責任者の座を離れ、トビー・エメリックが取って代わった。2001年、シェイとリンは共同会長と共同CEOになった。
スタジオはまた、2005年にピクチャーハウスと名付けられた新しい配給会社を設立した際、共同経営者となった。自主映画を専門とするピクチャーハウスは、配給会社ニューマーケット・フィルムズを離れたボブ・バーニー、自社部門ファイン・ラインをピクチャーハウスに統合したニュー・ライン、HBOの部門HBOフィルムズと、劇場用映画事業への参入に興味を持っていたタイム・ワーナーによって形成された。

### ワーナー・ブラザースとの統合
2008年2月28日、当時のターム・ワーナーのCEOジェフ・ビュークスは、独立運営スタジオとしてのニュー・ラインを閉鎖することを発表した。シェイとリンは、社員への手紙と共に退任すると語った。しかしながら、自社の映画の資金調達、製作、マーケティング、配信業務は継続するタイム・ワーナーとジェフリー・ビュークスとともに継続する一方、、例年より少ない数の映画の公開を、ワーナー・ブラザースの一部として、そしてより小さなスタジオとして行うことを約束した。『ライラの冒険 黄金の羅針盤』の失望的な興行収入が、この決定に大きく影響しており、ニュー・ラインはこの開発に1億8000万ドルを費やしたが、米国市場で7000万ドルのみの収入になった。3月、エメリックは社長兼最高執行責任者となり、創業者のロバート・シェイとマイケル・リンはともに会社を離れた。
2008年5月8日、ピクチャーハウスが秋に閉鎖されることが発表された。バーニーは後にピクチャーハウスの商標を購入し、2013年に会社を再スタートさせた。
ニュー・ラインは、長く本社あったロサンゼルスのロバートソン大通りから、2014年6月にかつてワーナー・ブラザースの映画共同出資社であったレジェンダリー・エンターテインメントに使われていたワーナー・ブラザースの撮影所ビルディング76に移転した。独立企業としてのニュー・ライン・シネマが公開した最後の作品は、ウィル・フェレルの『俺たちダンクシューター』である。
会社の将来について、統合当時のワーナー・ブラザース社長アラン・ホルンは、「予算の数字は要求されていない。年間約6作を予定しているが、4から7作になるかもしれないが、10作にはならない」、内容についてはニュー・ラインはジャンルだけにとどまらない」、「特定の種類の映画を作る義務もない」と述べた。

## 映画

### 映画シリーズ
| タイトル                       | 公開日          | 映画数 | 備考                                           |
| ------------------------------ | --------------- | ------ | ---------------------------------------------- |
| 死霊のはらわた                 | 1981–2023       | 2      | ワーナー・ブラザース・ピクチャーズとの共同製作 |
| エルム街の悪夢                 | 1984–現在       | 9      | ワーナー・ブラザース・ピクチャーズとの共同製作 |
| クリッター                     | 1986–92（2019） | 4（5） |                                                |
| 悪魔のいけにえ                 | 1990–2006       | 3      |                                                |
| ハウス・パーティ               | 1990–現在       | 5      |                                                |
| ミュータント・タートルズ       | 1990–93         | 3      | 20世紀フォックスとの共同製作                   |
| 13日の金曜日                   | 1993–2009       | 4      |                                                |
| マスク                         | 1994–2005       | 2      | ダークホース・エンタテインメントとの共同製作   |
| Mr.ダマー                      | 1994–2003（14） | 2（3） | ユニバーサル・ピクチャーズとの共同製作         |
| フライデイ                     | 1995–現在       | 3      |                                                |
| モータル・コンバット           | 1995–現在       | 3      |                                                |
| オースティン・パワーズ         | 1997–2002       | 3      |                                                |
| ブレイド                       | 1998–2004       | 3      | マーベル・エンターテインメントとの共同製作     |
| ラッシュアワー                 | 1998–2007       | 3      |                                                |
| ファイナル・デスティネーション | 2000–現在       | 5      |                                                |
| ザ・セル                       | 2000–09         | 2      |                                                |
| ロード・オブ・ザ・リング       | 2001–03         | 3      |                                                |
| ハロルド&クマー                | 2004–11         | 3      |                                                |
| セックス・アンド・ザ・シティ   | 2008–10         | 2      |                                                |
| モンスター上司                 | 2011–14         | 2      | ワーナー・ブラザース・ピクチャーズとの共同製作 |
| ホビット                       | 2012–14         | 3      | ワーナー・ブラザース・ピクチャーズとの共同製作 |
| 死霊館ユニバース               | 2013–現在       | 8      | ワーナー・ブラザース・ピクチャーズとの共同製作 |
| クリード                       | 2015–18         | 2      | ワーナー・ブラザース・ピクチャーズとの共同製作 |
| IT/イット                      | 2017–19         | 2      | ワーナー・ブラザース・ピクチャーズとの共同製作 |
| シャザム!                      | 2019–23         | 3      | DCフィルムズとの共同製作                       |

### ニューラインシネマ興行収入TOP25映画（世界）
| 順位 | タイトル                                     | 年   | 世界興行収入   | 備考 |
| ---- | -------------------------------------------- | ---- | -------------- | --- |
| 1    | ロード・オブ・ザ・リング/王の帰還*           | 2003 | $1,142,456,987 | |
| 2    | ホビット 思いがけない冒険                    | 2012 | $1,017,003,568 | ワーナー・ブラザース・ピクチャーズによって配給; メトロ・ゴールドウィン・メイヤー・ピクチャーズと共同製作                     |
| 3    | ホビット 竜に奪われた王国                    | 2013 | $958,366,855   | ワーナー・ブラザース・ピクチャーズによって配給; メトロ・ゴールドウィン・メイヤー・ピクチャーズと共同製作                     |
| 4    | ホビット 決戦のゆくえ                        | 2014 | $956,019,788   | ワーナー・ブラザース・ピクチャーズによって配給; メトロ・ゴールドウィン・メイヤー・ピクチャーズと共同製作                     |
| 5    | ロード・オブ・ザ・リング/二つの塔*           | 2002 | $943,396,133   | |
| 6    | ロード・オブ・ザ・リング (2001年の映画)*     | 2001 | $888,159,092   | |
| 7    | IT/イット “それ”が見えたら、終わり。         | 2017 | $701,796,444   | ワーナー・ブラザース・ピクチャーズによって配給; ダブル・ドリーム、ヴァーティゴ・エンターテインメント、ライドバックと共同製作 |
| 8    | カリフォルニア・ダウン                       | 2015 | $473,990,832   | ワーナー・ブラザース・ピクチャーズによって配給; ヴィレッジ・ロードショー・ピクチャーズと共同製作                             |
| 9    | IT/イット THE END “それ”が見えたら、終わり。 | 2019 | $473,093,228   | ワーナー・ブラザース・ピクチャーズによって配給; ダブル・ドリーム、ヴァーティゴ・エンターテインメント、ライドバックと共同製作 |
| 10   | セックス・アンド・ザ・シティ                 | 2008 | $418,765,321   | ワーナー・ブラザース・ピクチャーズによって配給; HBOフィルムズと共同製作                                                      |
| 11   | ライラの冒険 黄金の羅針盤                    | 2007 | $372,234,864   | |
| 12   | シャザム!                                    | 2019 | $365,971,656   | ワーナー・ブラザース・ピクチャーズによって配給; DCフィルムズと共同製作                                                       |
| 13   | 死霊館のシスター                             | 2018 | $365,550,119   | ワーナー・ブラザース・ピクチャーズによって配給; アトミック・モンスター・プロダクションズ、ザ・サフラン・カンパニーと共同製作 |
| 14   | マスク                                       | 1994 | $351,583,407   | |
| 15   | ラッシュアワー2                              | 2001 | $347,325,802   | |
| 16   | 死霊館 エンフィールド事件                    | 2016 | $321,788,219   | |
| 17   | 死霊館                                       | 2013 | $319,494,638   | ワーナー・ブラザース・ピクチャーズによって配給                                                                               |
| 18   | オースティン・パワーズ:デラックス            | 1999 | $312,016,928   | |
| 19   | アナベル 死霊人形の誕生                      | 2017 | $306,515,884   | ワーナー・ブラザース・ピクチャーズによって配給                                                                               |
| 20   | オースティン・パワーズ ゴールドメンバー      | 2002 | $296,938,801   | |
| 21   | ウェディング・クラッシャーズ                 | 2005 | $288,467,645   | |
| 22   | なんちゃって家族                             | 2013 | $269,994,119   | ワーナー・ブラザース・ピクチャーズによって配給                                                                               |
| 23   | ラッシュアワー3                              | 2007 | $258,097,122   | |
| 24   | アナベル 死霊館の人形                        | 2014 | $257,579,282   | ワーナー・ブラザース・ピクチャーズによって配給                                                                               |
| 25   | ジム・キャリーはMr.ダマー                    | 1994 | $247,275,374   | |

ニュー・ライン・シネマ日本興行収入10億円以上の番組
| 順位 | 作品名                                       | 公開年 | 興行収入  | 配給                    |
| ---- | -------------------------------------------- | ------ | --------- | ----------------------- |
| 1    | ロード・オブ・ザ・リング/王の帰還            | 2004   | 103.2億円 | 松竹/日本ヘラルド       |
| 2    | ロード・オブ・ザ・リング                     | 2002   | 90.7億円  | 松竹/日本ヘラルド       |
| 3    | ロード・オブ・ザ・リング/二つの塔            | 2003   | 78.0億円  | 松竹/日本ヘラルド       |
| 4    | セブン                                       | 1996   | 45.1億円  | ギャガ/ヒューマックス   |
| 5    | ライラの冒険 黄金の羅針盤                    | 2008   | 37.5億円  | 松竹/ギャガ             |
| 6    | アイ・アム・サム                             | 2002   | 34.6億円  | 松竹/アスミック・エース |
| 7    | マスク                                       | 1995   | 30.6億円  | ギャガ/ヒューマックス   |
| 8    | IT/イット “それ”が見えたら、終わり。         | 2017   | 22.0億円  | ワーナー                |
| 9    | ラッシュアワー                               | 1999   | 20.4億円  | ギャガ/ヒューマックス   |
| 10   | IT/イット THE END “それ”が見えたら、終わり。 | 2019   | 18.4億円  | ワーナー                |
| 11   | セックス・アンド・ザ・シティ                 | 2008   | 18.0億円  | ギャガ                  |
| 12   | ホビット 思いがけない冒険                    | 2012   | 17.5億円  | ワーナー                |
| 13   | セックス・アンド・ザ・シティ2                | 2010   | 17.4億円  | ワーナー                |
| 14   | ラッシュアワー2                              | 2001   | 17.0億円  | 松竹/ギャガ             |
| 15   | ホビット 決戦のゆくえ                        | 2014   | 16.5億円  | ワーナー                |
| 16   | 13デイズ                                     | 2001   | 15.1億円  | 日本ヘラルド            |
| 17   | ホビット 竜に奪われた王国                    | 2013   | 14.1億円  | ワーナー                |
| 18   | マスク2                                      | 2005   | 14.0億円  | ギャガ/東映             |
| 19   | オースティン・パワーズ ゴールドメンバー      | 2002   | 11.0億円  | ギャガ/ヒューマックス   |